# Унгурей
Унгурей (рум. Ungurei) — село у повіті Алба в Румунії. Входить до складу комуни Рошія-де-Секаш.
Село розташоване на відстані 249 км на північний захід від Бухареста, 20 км на схід від Алба-Юлії, 86 км на південь від Клуж-Напоки, 143 км на захід від Брашова.

## Населення
За даними перепису населення 2002 року у селі проживали 379 осіб.
Національний склад населення села:
| Національність | Кількість осіб | Відсоток |
| -------------- | -------------- | -------- |
| румуни         | 327            | 86,3%    |
| цигани         | 44             | 11,6%    |
| німці          | 7              | 1,8%     |

Рідною мовою назвали:
| Мова      | Кількість осіб | Відсоток |
| --------- | -------------- | -------- |
| румунська | 374            | 98,7%    |
| німецька  | 5              | 1,3%     |